# 3224 Іркутськ
3224 Іркутськ (3224 Irkutsk) — астероїд головного поясу, відкритий 11 вересня 1977 року.
Тіссеранів параметр щодо Юпітера — 3,308.